# Brian Boru
Brian Boru (bij Killaloe, in het hedendaagse County Clare (Ierland), ca. 940 - 23 april 1014) was koning van Munster uit de túath van de Dál gCais en de beroemdste hoge koning van Ierland. Hij werd geboren als Brian Mac Cennétig (Kennedy) en werd geïnaugureerd als koning van Munster in 976 en als hoge koning van Ierland in 1002. 
Hij werd bekend als Brian van de Tributen (Iers: Boru) doordat hij geld (tributen) inde van mindere heersers van Ierland waarmee hij kloosters en bibliotheken heropbouwde die waren vernield tijdens de invasies van Noormannen/Vikingen.
Zo groot was zijn faam dat de prinsen die van hem afstamden voortaan de naam O'Brien (een van de -min of meer- erkende adellijke namen van Ierland) mochten dragen.
Hij sneuvelde op Goede Vrijdag 23 april 1014 tijdens de overwinning op de Vikingen in de Slag bij Clontarf.

## Varia
Brian Boru is tevens een lied van de Bretonse musicus Alan Stivell, die een voorvechter is van de Keltische cultuur. Hij bracht het samen met Nolwenn Leroy ten gehore in het Olympia in 2012. De liedtekst is in het Iers, Bretons en Frans.